# Malý Cetín
Malý Cetín és un poble i municipi d'Eslovàquia que es troba a la regió de Nitra, al sud-oest del país. El 2021 tenia 452 habitants.

## Història
La primera menció escrita de la vila es remunta al 1113.

## Demografia
| Godina             | 1994 | 2004 | 2014   | 2024    |
| ------------------ | ---- | ---- | ------ | ------- |
| Nombre de persones | 384  | 384  | 398    | 502     |
| Diferència         |      | +0%  | +3,64% | +26,13% |

| Godina             | 2023 | 2024   |
| ------------------ | ---- | ------ |
| Nombre de persones | 502  | 502    |
| Diferència         |      | +1,42% |